# Littletown (Arizona)
Littletown è una località degli Stati Uniti d'America, situata nella Contea di Pima, nello Stato dell'Arizona.